# Dominique Cornu
Dominique Cornu (født 10. oktober 1985) er en belgisk forhenværende professionel cykelrytter.
Han endte på syvendepladsen ved Eneco Tour i 2011.